# Giovanni Vento
Giovanni Vento (Roma, 27 dicembre 1927 – Roma, 9 gennaio 1979) è stato un regista, sceneggiatore, critico cinematografico, scrittore e poeta italiano.
Ha firmato numerosi articoli e interventi critici tra il 1952 e il 1964. Fra il 1960 e il 1970 è passato dietro la macchina da presa, realizzando 13 tra corti e mediometraggi, firmati in proprio e a quattro mani con Massimo Mida, partecipando anche al lungometraggio collettivo I misteri di Roma (1963). Il suo unico lungometraggio di finzione, Il nero (1967), benché presentato in anteprima mondiale al Festival di Berlino, non è mai stato distribuito commercialmente nelle sale. Il restauro digitale di una copia positiva del film, realizzato dal Museo nazionale del cinema, in collaborazione con Compass Film, è stato presentato dal Torino Film Festival (38ª edizione).

## Biografia
Giovanni Vento nasce a Roma il 27 dicembre 1927, come viene riportato dalla raccolta di poesie Il mio quartiere (1952), oppure il 29, come risulta all’Anagrafe di Roma. Ha una sorella gemella, Giuseppina, viene dopo Luigi, Maria, Virginia e Anna ed è seguito da Rodolfo Mario. I genitori, Carmine Vento ed Onesta (detta Ernesta) Di Iorio, vengono da una famiglia modesta, originaria del quartiere operaio di San Lorenzo, e si guadagnano da vivere gestendo un banco di ortofrutta al mercato.
Il 19 luglio 1943 i bombardamenti alleati sulla Capitale colpiscono anche lo stabile in via dei Latini dove viveva la famiglia Vento, ferendo al volto seriamente la madre Ernesta, il padre e lo stesso Giovanni, rendendo inagibile l’appartamento. La famiglia si reca sfollata per qualche tempo a Roccamonfina, paese d’origine di Ernesta, in provincia di Caserta.
Unico della famiglia a proseguire gli studi, Giovanni si diploma in ragioneria e nel 1952 si iscrive all’Università di Napoli “L’Orientale”, recandosi nel capoluogo partenopeo per qualche tempo, ospite della sorella Maria. Sempre nel 1952, a Roma viene pubblicata in trecento copie numerate la raccolta di poesie Il mio quartiere per l’editore Il Canzoniere. Nello stesso anno, Vento pubblica la sua prima recensione, su Miracolo a Milano (Vittorio De Sica, 1952), per il bimestrale Ionia: rassegna bimestrale di lettere e arti.
Dal 1952 inizia a collaborare regolarmente con testate della sinistra storica, da l'Unità a Patria Indipendente, pubblicando numerosi articoli e approfondimenti di argomenti cinematografico anche su riviste centrali nel panorama della “battaglia delle idee” negli anni Cinquanta e Sessanta, come Filmcritica, Cinema Nuovo e Cinema 60, che contribuisce a fondare. In prima linea nel dibattito sul cinema italiano d’impegno civile e nella lotta a difesa del neorealismo e contro la censura, nel 1959 scrive a quattro mani con Massimo Mida il volume di studi Cinema e resistenza.
Dal 1960 passa alla regia, facendo alcune esperienze di gavetta, accanto ai registi Luigi Di Gianni, Massimo Mida, Luigi Filippo D'Amico e soprattutto Carlo Lizzani, a cui lo lega un rapporto di amicizia duraturo. Dal 1961 al 1965, fa l’aiuto regista sul set di diversi lungometraggi e film a episodi di Lizzani, da L'oro di Roma (1961), in cui compare anche in un cameo, a La guerra segreta (1965) e cura l’edizione del volume dedicato al film L’oro di Roma, pubblicato dall’editore Cappelli.
Il suo primo cortometraggio firmato come regista, Donne di Lucania (1961) descrive la vita dura di alcune donne del popolo che vivono tra Potenza, Abriola e altri centri minori, dedite a lavori umili e in qualche caso usuranti. Come gli altri diretti fino al 1964, sarà prodotto dalla Corona Cinematografica.
Nel 1962 partecipa, insieme ad altri 13 tra registi e registe, al lungometraggio documentario collettivo I misteri di Roma, ideato e supervisionato da Cesare Zavattini, che racconta aspetti inconsueti della Capitale, e viene presentato alla Mostra di Venezia fuori concorso nel 1963. Nel film Vento compare in scena, mentre intervista un prete alla Stazione Termini sulla sua fede religiosa. Da diverse testimonianze, risulta che abbia diretto la scena girata al Gianicolo di notte, in cui viene raccontato lo scambio di messaggi tra detenuti del carcere di Regina Coeli e loro parenti o amici.
Sempre nel 1963, Vento codirige il mediometraggio documentario Uomini e classi, cofirmato con Massimo Mida e girato in vari stabilimenti Italsider, che ottiene il visto di censura nel 1965. Nello stesso anno dirige anche i cortometraggi documentari Frammenti di verità su Regina Coeli (l'unico irreperibile, al momento) e Michele Prisco, dedicato all’omonimo scrittore napoletano.
Nel 1964, Vento realizza quattro cortometraggi documentari. I bambini di Napoli e ’O balcone raccontano una Napoli minore, alle prese col problema dei bambini di strada e ripresa nel teatro quotidiano di vita che si esprime nel rapporto tra balconi e vicoli del centro storico: frammenti dei due cortometraggi sono stati inseriti nel 2010 all'interno del film-omaggio alla canzone napoletana Passione di John Turturro. Cronaca di una delusione filma un incontro-confessione di Vento a Milano con lo scrittore Luciano Bianciardi, autore de La vita agra. Sempre a Milano, Vento gira I terroni, in cui raccoglie le testimonianze di alcuni operai, artigiani e piccoli commercianti di origini meridionali trapiantati, non senza rimpianti, nel capoluogo lombardo.
Nel 1965, Vento inizia a girare quello che sarà destinato ad essere il suo unico lungometraggio di finzione, Il nero. Scritto insieme a Lucio Battistrada e a Franco Brocani, prodotto da una piccola società indipendente e con un cast tecnico e artistico composto in larga parte di giovani, non senza qualche significativa eccezione, come gli attori Andrea Checchi e Regina Bianchi, il direttore della fotografia Aiace Parolin e il compositore Piero Umiliani, il film racconta con uno stile narrativo libero e fortemente debitore delle nouvelles vagues internazionali il passaggio alla condizione adulta di alcuni giovani sulla ventina. I due elementi principali di novità sono rappresentati dallo sguardo su una Napoli lontana dagli stereotipi, moderna e cosmopolita e dal fatto che alcuni dei protagonisti, che portano gli stessi nomi degli interpreti, sono afrodiscendenti. Silvano (Silvano Manera) e Mario (Mario Monaco) sono due «figli della guerra» o «figli della Madonna» come vengono chiamati a Napoli, nati tra 1945 e 1946 da soldati afroamericani della Quinta Armata di stanza nel capoluogo campano e da donne del luogo, e talora oggetto di abbandoni e discriminazioni, come ricorda la canzone popolare Tammurriata nera. Con loro anche Joy (Joy Nwosu), legata sentimentalmente a Silvano, una giovane studentessa nigeriana di arpa che studia al conservatorio di Napoli.
Benché presentato con un certo successo fuori concorso al Festival di Berlino il 30 giugno 1967, Il nero non riesce a trovare un distributore e per anni viene visto solo in sporadiche proiezioni riservate perlopiù ad addetti ai lavori. Nonostante l’apprezzamento manifestato nel 1968 dal Movimento studentesco e ripetute iniziative di sostegno promosse da diversi critici tra il 1969 e il 1970, Vento deve rassegnarsi a vedere il proprio film mai distribuito in sala.
Tra il 1967 e il 1970 il regista realizza altri cinque cortometraggi, prodotti perlopiù dall’Unitelefilm (Marvellous Gun, 1967; C.R., 1970), dalla Sezione Stampa e Propaganda del Partito Comunista Italiano (Comunisti, 1968) o ancora dalla Corona (Africa in casa, 1968). In questi ultimi brevi lavori documentari, il cui soggetto e testo di commento è scritto spesso in collaborazione o in proprio da altri, come Gianni Toti, Felice Chilanti, Giovanni Puma o Giovanni Senzani, Vento continua a raccontare storie di gruppi e soggetti subalterni, marginali, come reduci dell’Africa coloniale, ragazzi, giovani afroamericani in lotta contro la violenza razziale, rom della Camargue, detenuti nelle carceri minorili.
Nel 1971 Vento si ritira dalle scene, collaborando per circa tre anni con il fratello minore Rodolfo Mario alla commercializzazione di lampade artistiche prodotte dalla New Lamp, manufatti pregiati che ancora oggi vengono battuti in famose case d’aste. Unica altra collaborazione cinematografica negli anni Settanta, quella alla sceneggiatura del film d’esordio Un'emozione in più di Francesco Longo, premiato nel 1979 con diversi riconoscimenti al 27º Festival di San Sebastian, tra cui il Premio Donostia per i registi esordienti e il Premio FIPRESCI.
Sposato nel 1953 con la genovese Margherita Garzoglio, Giovanni Vento ha avuto due figlie: Emilia ed Elena. Legato sentimentalmente per qualche tempo a Joy Nwosu, ha collaborato alla realizzazione del saggio critico a sua firma Cinema e Africa nera (1968; nuova edizione 2014).
Morì all’età di 52 anni per un tragico incidente domestico avvenuto il 9 gennaio 1979. La sua scomparsa, passata inosservata ai più, fu ricordata solo a distanza di mesi con un articolo commemorativo su Cinema 60. Vento è sepolto in una tomba di famiglia, custodita a Roma, presso il Cimitero del Verano.

## Opere
Vento è autore di diverse decine di articoli e alcuni volumi a stampa. 

### Critica cinematografica. Monografie.
- Cinema e Resistenza, co-autore Massimo Mida, Firenze, Luciano Landi, 1959.
- L’oro di Roma di Carlo Lizzani, Bologna, Cappelli, 1961 (curatela).

### Critica cinematografica. Contributi (selezione).
- Vita italiana del cinema sovietico, «Cinema sovietico», n. 4, luglio-agosto 1955, pp. 43-54.
- Storie italiane, «Cinema Nuovo», n. 74, 10 gennaio 1956, pp. 13-20.
- Appendice, in Carlo Lizzani (a cura di), Storia del cinema italiano, 1895-1961, Parenti, Firenze, 1961.
- Non potevamo dire neppure povareti, in Antonio Savignano (a cura di), Il processo di Verona di Carlo Lizzani, Cappelli, 1963, Bologna, pp. 87-119.
- Un nuovo rapporto con la realtà: il cinema verità, in L’inchiesta filmata, Centro Culturale Estense, Este (Padova), 1963.
- Il cinema sullo sterminio degli ebrei, «L’Europa letteraria, artistica, cinematografica», n. 29, maggio 1964, pp. 120-132.

### Soggetti pubblicati
- L’Italia che scotta, S.T.A., Roma, 1963. Firmato con Alberto Caldana, Ernesto Guida e Gianfranco Mingozzi.

### Poesie e racconti
- Il mio quartiere, Roma, Il Canzoniere, 1952.
- Prima comunione, «Il lavoro nuovo», 18 agosto 1963.
- Il vino e le canzoni, «Il lavoro nuovo», 3 settembre 1963.
- Se esisti dammi un segno della mia famiglia, «Il lavoro nuovo», 29 settembre 1963.
- Teresa sembrava piccola e vecchia, «Il lavoro nuovo», 15 settembre 1963.
- Finale, «Il lavoro nuovo», 13 ottobre 1963.

## Filmografia

### Regista e sceneggiatore
- Donne di Lucania (1961)
- I misteri di Roma (collettivo, 1963)
- Uomini e classi, co-regia di Massimo Mida (1963)
- Frammenti di verità sul carcere di Regina Coeli (1963)
- Michele Prisco, co-regia di Massimo Mida (1963)
- I bambini di Napoli (1964)
- ‘O balcone (1964)
- Cronaca di una delusione (1964)
- I terroni (1964)
- Il nero (1967)
- Marvellous Gun (1967)
- Africa in casa (1968)
- Comunisti (1968)
- Zingari (1969)
- C.R. (1970)

## Premi e riconoscimenti
- Associazione nazionale dei critici cinematografici italiani, 1961: premio per la fotografia (Gianni Raffaldi) di Donne di Lucania
- 5ª Rassegna Nazionale del Film Industriale, 1963: primo premio ex aequo per Uomini e classi